# Copelatus sibelaemontis
Copelatus sibelaemontis är en skalbaggsart som beskrevs av Hájek, Hendrich, Hawlitschek och Michael Balke 2010. Copelatus sibelaemontis ingår i släktet Copelatus och familjen dykare. Inga underarter finns listade i Catalogue of Life.

## Bildgalleri

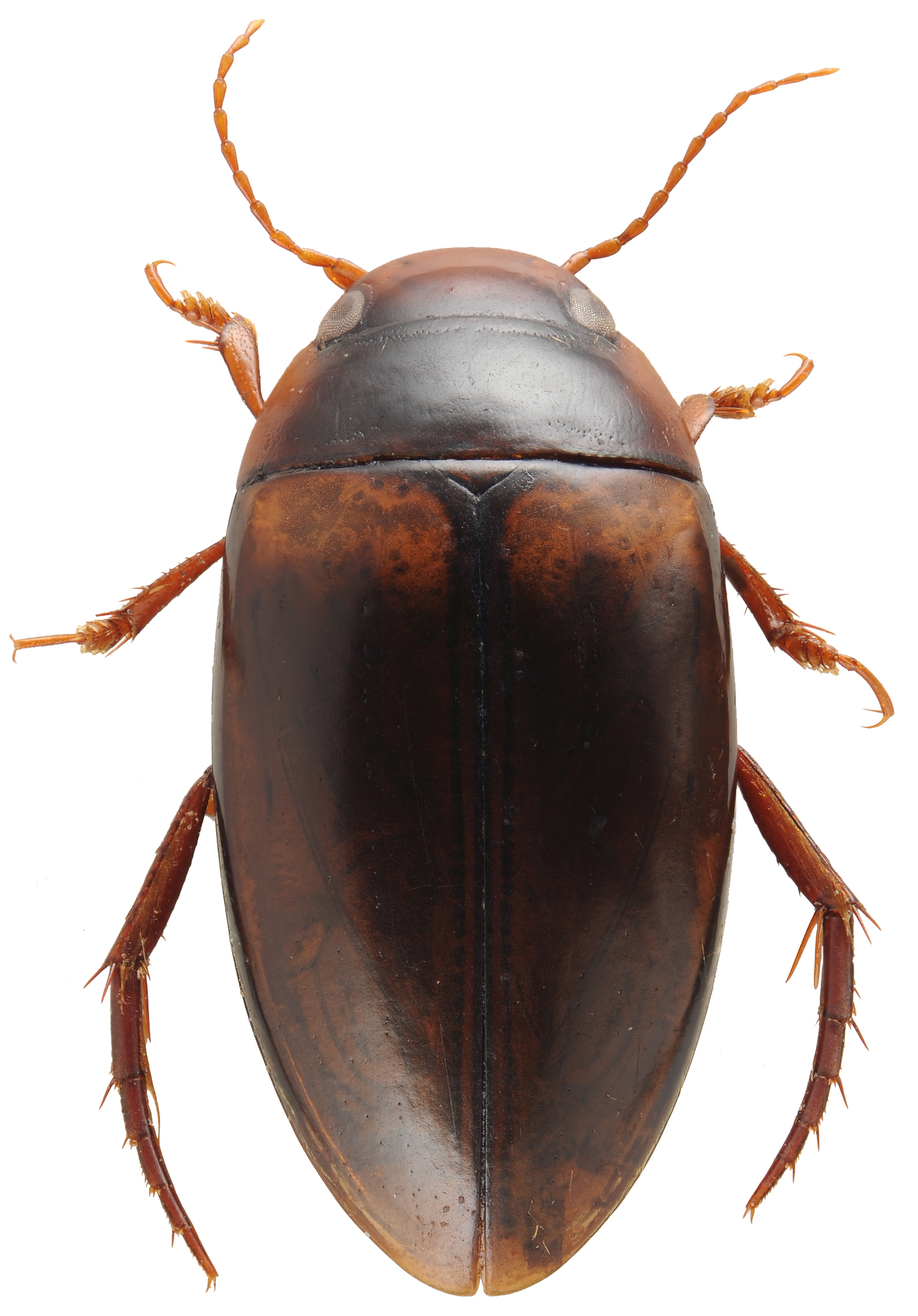